# Euasteron monteithorum
Euasteron monteithorum är en spindelart som beskrevs av Baehr 2003. Euasteron monteithorum ingår i släktet Euasteron och familjen Zodariidae. Inga underarter finns listade i Catalogue of Life.